# Pronstorf
Pronstorf ist eine Gemeinde im Kreis Segeberg in Schleswig-Holstein.

## Geografie

### Geografische Lage
Das Gemeindegebiet von Pronstorf erstreckt sich etwa zwölf Kilometer östlich von Bad Segeberg in ländlicher Umgebung im Naturraum Ostholsteinisches Hügel- und Seenland (Haupteinheit Nr. 702). Der Wardersee liegt im Gemeindegebiet.

### Ortsteile
Die Gemeinde Pronstorf setzt sich siedlungsgeografisch aus einer Vielzahl von Ortsteilen zusammen, die auch als Wohnplätze bezeichnet werden. Neben dem namenstiftenden Kirchdorf und der Siedlung des gleichnamigen Gutes befinden sich ebenfalls die weiteren Dörfer Eilsdorf, Goldenbek, Reinsbek, Strenglin und Wulfsfelde, weiter die Häusergruppen Butterstieg, Hartenkamp und Reinsbeker Stieg, außerdem die Haus-/Häusersiedlungen Butterstieg, Holm, Rösing und Steinrade, das Jagdhaus Köhlen, die Wirtshaussiedlung Goldener Hahn und die Streusiedlungen Diekhof und Neukoppel im Gemeindegebiet.
- Beschreibung ausgewählter Ortsteile

Der Hauptort Pronstorf wird durch das benachbarte große adlige Gut Pronstorf geprägt. Das Gutsgelände liegt direkt am südlichen Ende auf dem östlichen Ufer vom Wardersee.
Goldenbek liegt drei Kilometer südlich von Pronstorf an der Landesstraße 69. In dem Dorf befinden sich zahlreiche Einrichtungen der Gemeinde, wie ein Kindergarten sowie die Dörfergemeinschaftsschule.
Eilsdorf liegt rund drei Kilometer östlich davon an der Kreisstraße 69, Reinsbek liegt rund sieben Kilometer südöstlich von Pronstorf an der Landesstraße 71.
Strenglin liegt rund drei Kilometer nördlich von Pronstorf an der Landesstraße 69.
Wulfsfelde liegt rund sechs Kilometer östlich von Pronstorf an der Landesstraße 71.

### Nachbargemeinden
Das Gebiet der Gemeinde Pronstorf ist umschlossen von:
|                    |                                             | Ahrensbök    |
| Wensin, Westerrade | Kompassrose, die auf Nachbargemeinden zeigt |              |
| Strukdorf          | Mönkhagen                                   | Stockelsdorf |

## Geschichte

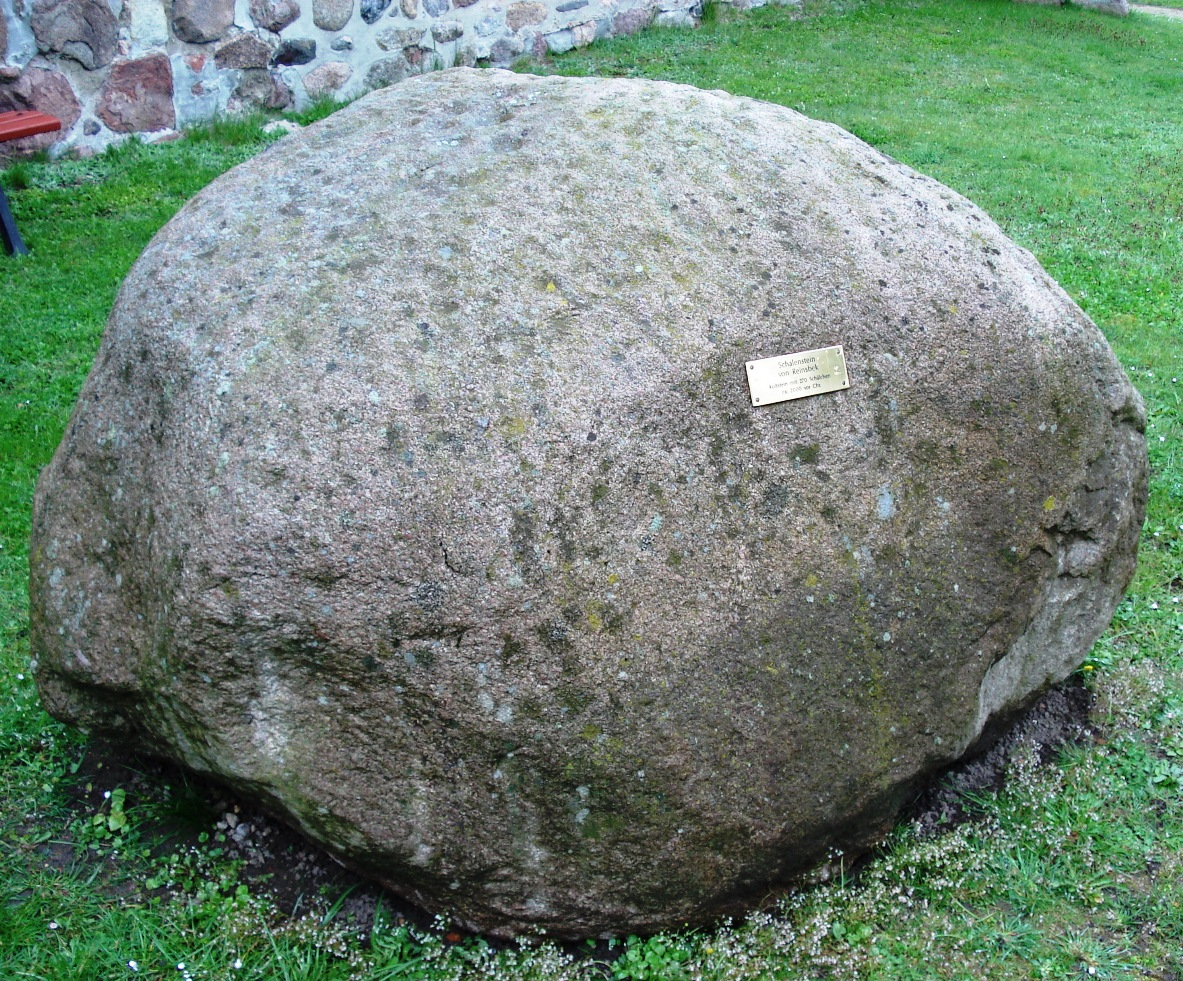
Schalenstein von Reinsbek

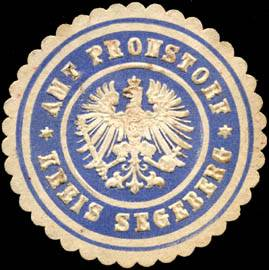
Siegelmarke Amt Pronstorf

Der Name Pronstorf ist wohl in der Zeit der Völkerwanderung oder etwas später entstanden. Darauf lässt die Endung -torf schließen, die nichts anderes als Dorf bedeutet.
Etwa 1600 m südwestlich des Pronstorfer Ortsteils Strenglin/Schlichtrott befinden sich die Reste einer slawischen Burg aus dem 9. Jahrhundert. Sie hat heute noch einen ovalen Durchmesser von 110 bis 140 Meter. Diese Anlage dürfte zum Stamm der Wagrier gehört haben, die wiederum zu den Obodriten gehörten.
Das Pronstorfer Adlige Gut ging 1875 von Kaspar von Buchwaldt auf seine einzige Tochter Adelheid Luise über, die mit Graf Otto zu Rantzau verheiratet war. Ihre Nachfahren bewirtschaften das Gut bis heute.
Die Gemeinde Pronstorf hieß bis zum 16. Juli 1929 Eilsdorf. Seit 2001 hat sie ein Wappen und seit 2003 eine Gemeindeflagge.

## Politik

### Gemeindevertretung
Bei der Kommunalwahl am 14. Mai 2023 wurden insgesamt 13 Sitze vergeben. Von diesen erhielt die CDU sechs Sitze, die Wählergemeinschaft Pronstorf fünf Sitze und die Aktiven Bürgerinnen und Bürger für Pronstorf zwei Sitze.

### Wappen
Blasonierung: „In Blau ein goldener, mit sechs Blüten, einer Knospe und einem Blatt bestückter Rapsstängel, oben links begleitet von einer kleinen silbernen Kirche.“
Historische Begründung: Das Wappen bezieht sich auf den überwiegend landwirtschaftlichen Charakter des Ortes, der durch den goldenen Rapsblütenstand dargestellt wird. Die sechs Blüten stehen dabei für die sechs Ortsteile der Gemeinde. Die Vicelin-Kirche zu Pronstorf wird erstmals 1198 erwähnt. Als spätromanische Feldsteinkirche weist sie die typischen Merkmale einer Vicelinkirche auf. Der Rundturm stammt noch aus der ersten Anlage im 12. Jahrhundert.

### Flagge
Auf weißem Flaggentuch zwischen zwei schmalen blauen Streifen unweit des oberen und des unteren Tuchrandes das Gemeindewappen in flaggengerechter Tinktur.

## Kultur und Sehenswürdigkeiten

### Kulturdenkmäler
In der Liste der Kulturdenkmale in Pronstorf stehen die in der Denkmalliste des Landes Schleswig-Holstein eingetragenen Kulturdenkmale.
Im Bereich der Gemeinde befinden sich zahlreiche Hügelgräber, darunter eines in Strenglin.

### Aussichtspunkte
Wer Pronstorf nördlich Richtung Hartenkamp verlässt, der erhält linker Hand einen guten Blick über den Wardersee. Verlässt man Reinsbek in Richtung Wulfsfelde auf der L 71, hat man nach rund einem Kilometer, bei schönem Wetter, einen Ausblick auf die Silhouette der „Sieben Türme“ des zehn Kilometer entfernten Lübecks.

### Bauwerke

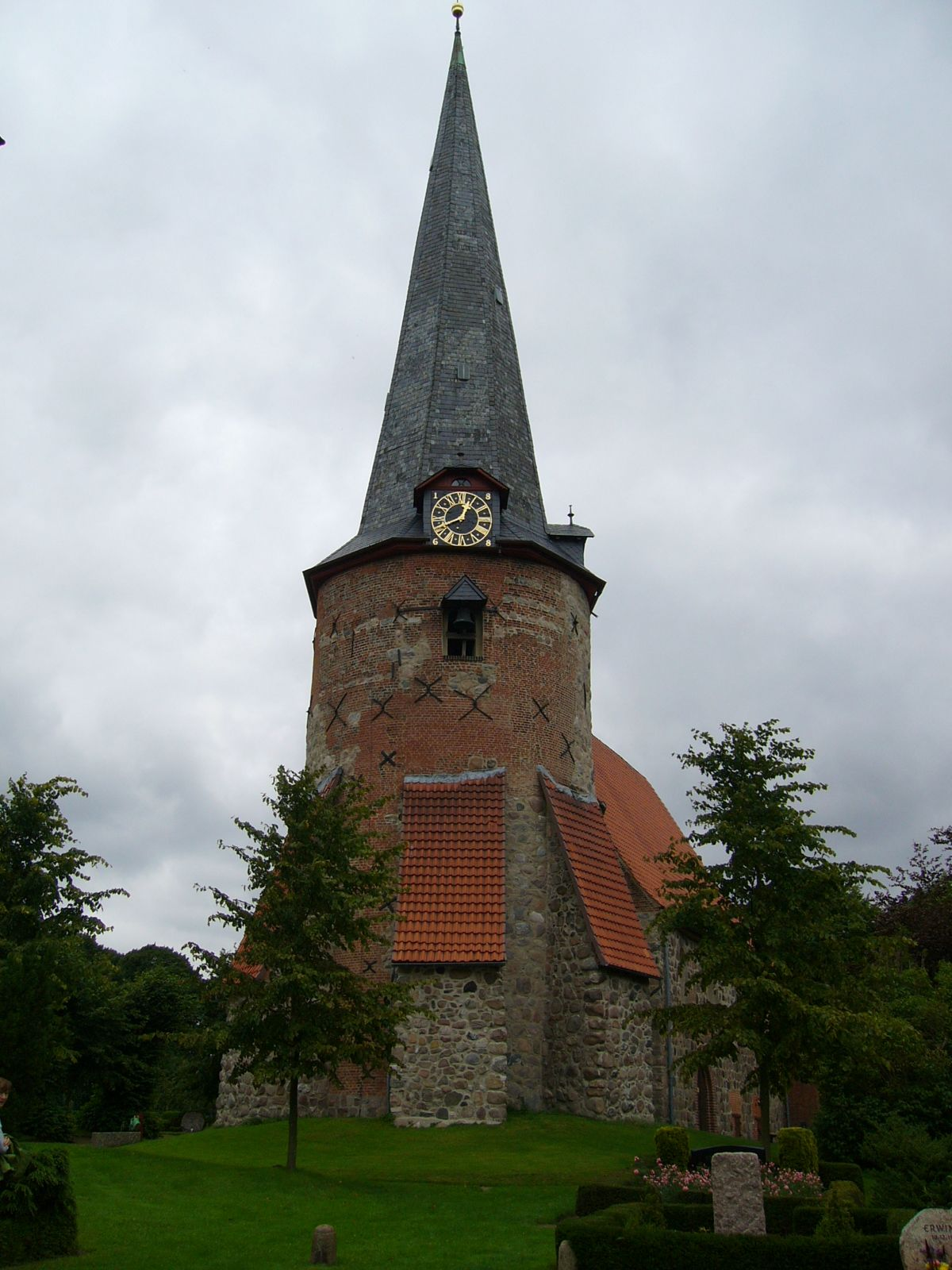
Vicelinkirche in Pronstorf

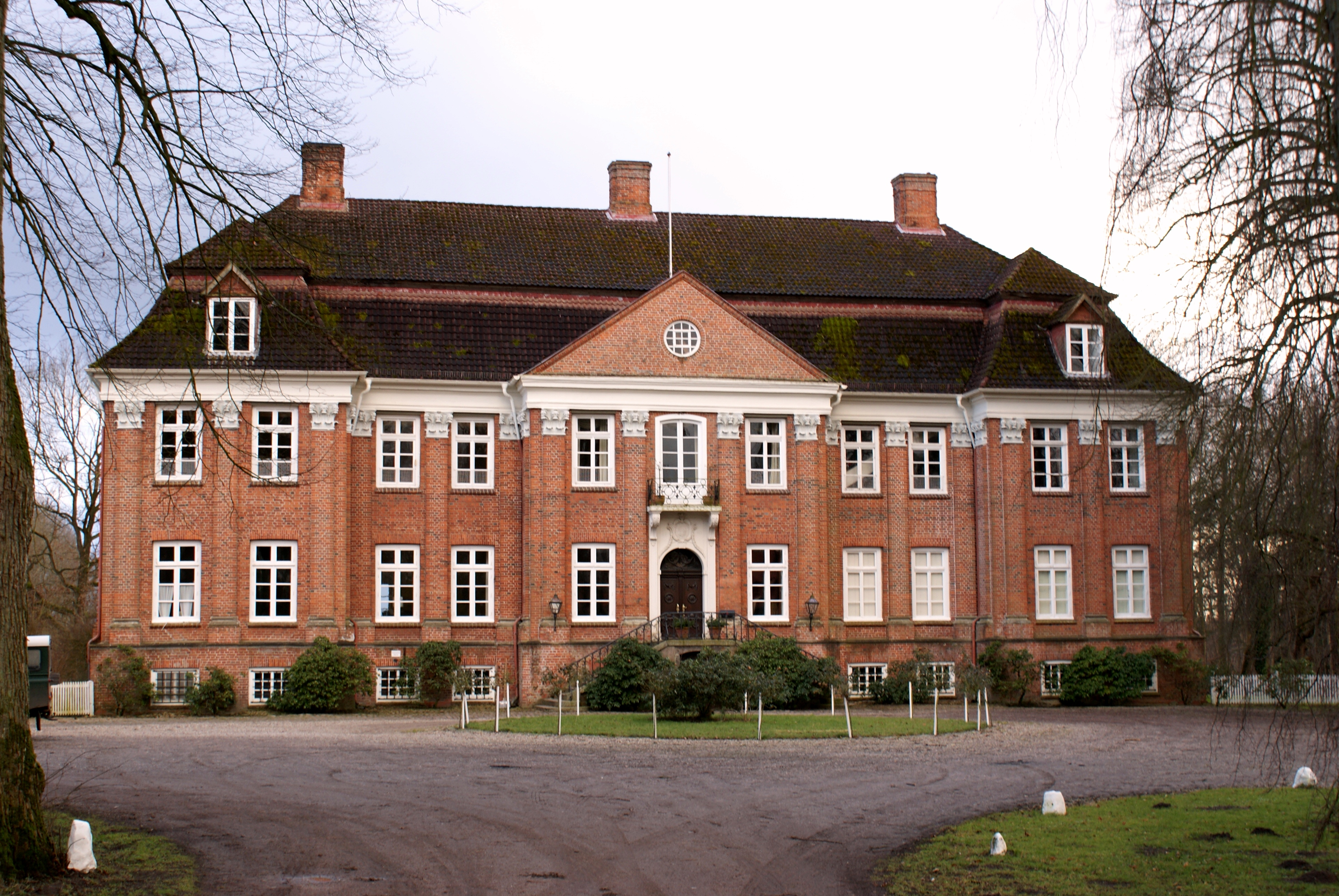
Schloss Pronstorf

Die Vicelinkirche in Pronstorf, eine spätromanische Feldsteinkirche, wurde 1198 erstmals urkundlich erwähnt. Auch der Turm stammt noch aus dem 12. Jahrhundert. Auf dem Friedhof der Kirche befindet sich das Grab des Generals Paul von Lettow-Vorbeck.
Das aus dem Jahre 1728 stammende Herrenhaus auf Gut Pronstorf zählt zu den schönsten Barockbauten in Schleswig-Holstein. Das Herrenhaus gehört der Familie der Grafen zu Rantzau.

### Film und Fernsehen
Die Gemeinde war Kulisse für den am 22. September 1981 vom ZDF erstmals ausgestrahlten Fernsehfilm Landluft, der nach der Romanvorlage Das Dorf von Hans Peter Renfranz, unter der Regie von Claus Peter Witt entstand.

## Wirtschaft und Infrastruktur

### Wirtschaftsstruktur
Die Wirtschaft in der Gemeinde ist überwiegend von Landwirtschaft geprägt. Es werden hauptsächlich Getreide, Raps und Zuckerrüben angebaut. Produziert werden zudem Weihnachtsbäume sowie Tannengrün. Einige Landwirte sind in der Viehwirtschaft tätig.
Neben der Landwirtschaft gibt es auch einige Hotel- und Gastronomiebetriebe sowie Handwerker und Kleingewerbe.
Viele Einwohner der Gemeinde sind jedoch Pendler und haben ihre Arbeitsplätze in und um Lübeck und Bad Segeberg.

### Verkehr
Das Dorf Pronstorf ist über die Landesstraße 69 von Bornhöved nach Geschendorf an das Fernstraßennetz angeschlossen. Im äußersten Süden führt die Bundesautobahn 20 von Bad Segeberg nach Lübeck durch die Gemarkung. Die Landesstraße zweigt bei der Ortschaft Gnissau von der Bundesstraße 432 von Bad Segeberg nach Scharbeutz in der nördlichen Nachbargemeinde Ahrensbök Richtung Süden ab.

## Persönlichkeiten
- Leopold Iwan Cirsovius (* 1815 in Mettenhof; † 1895 in Lübeck), Organist und Lehrer in Pronstorf von 1841 bis 1887
- Friedrich Peter Valentiner (* 1817 in Pronstorf; † 1894 in Preetz), evangelisch-lutherischer Geistlicher, erster Pastor der deutschen evangelischen Gemeinde in Jerusalem, 1866–1869 Pastor in Pronstorf
- Georg Theodor Valentiner (* 1820 in Pronstorf; † 1877 in Bad Pyrmont), Badearzt